# Heili Sirviö
Heili Sirviö, född 17 mars 2011, är en finländsk skateboardåkare.
Sirviö, som bor i Australien med sin familj, började åka skatebord under Covid-19-pandemin. Hon kvalificerade sig till olympiska sommarspelen i Paris då hon gick vidare till semifinalen i kvaltävlingarna i Budapest.
Den 1 juli 2024 bekräftade den finländska olympiska kommittén att Sirviö kommer att ingå i  Finlands trupp till de olympiska sommarspelen.
Hon är därmed den yngste deltagaren som Finland har tagit ut till ett olympiskt spel någonsin. I OS-finalen  slutade hon på en femte plats.